# Operacja Homecoming
Operacja Homecoming (ang. Operation Homecoming) – wojskowa operacja humanitarna zakończona powrotem 591 amerykańskich jeńców wojennych przetrzymywanych przez Wietnam Północny po porozumieniach paryskich, które zakończyły zaangażowanie militarne USA w wojnę wietnamską.

## Operacja
27 stycznia 1973 roku Henry Kissinger (wówczas asystent prezydenta Richarda Nixona ds. bezpieczeństwa narodowego) zgodził się na zawieszenie broni z przedstawicielami Wietnamu Północnego, które zakładało wycofanie amerykańskich sił zbrojnych z Wietnamu Południowego. Porozumienie przewidywało również uwolnienie prawie 600 amerykańskich jeńców wojennych przetrzymywanych przez Wietnam Północny i jego sojuszników w ciągu 60 dni od wycofania wojsk amerykańskich. Umowa stała się znana jako operacja Homecoming i została podzielona na trzy fazy. Pierwsza faza wymagała przyjęcia więźniów od Wietnamczyków w trzech miejscach: jeńcy wojenni przetrzymywani przez Vietcong mieli zostać przetransportowani helikopterem do Sajgonu, jeńcy przetrzymywani przez Wietnamską Armię Ludową zostali uwolnieni w Hanoi, a trzech jeńców przetrzymywanych w Chinach miało zostać uwolnionych w Hongkongu. Byli więźniowie mieli zostać następnie przetransportowani do bazy lotniczej Clark na Filipinach, a tam otrzymać zakwaterowanie w ośrodku recepcyjnym, złożyć zeznania i odbyć badania lekarskie. Ostatnią fazą było przeniesienie byłych jeńców do szpitali wojskowych.
12 lutego 1973 roku trzy samoloty transportowe C-141 Starlifter poleciały do Hanoi w Wietnamie Północnym, a jeden samolot C-9A został wysłany do Sajgonu w Wietnamie Południowym, aby odebrać uwolnionych jeńców wojennych. Pierwsza grupa 40 uwolnionych amerykańskich jeńców wojennych opuściła Hanoi samolotem C-141A, który później stał się znany jako „Hanoi Taxi” i obecnie znajduje się w muzeum.

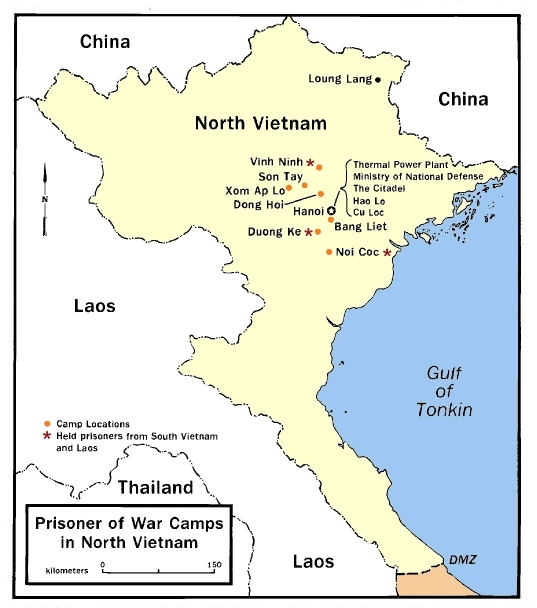
Lokalizacje obozów jenieckich w Wietnamie Północnym

Od 12 lutego do 4 kwietnia z Hanoi wystartowało 54 C-141, które zabrały byłych jeńców do domu. W początkowej fazie operacji Homecoming grupy uwolnionych jeńców wybierano na podstawie najdłuższego czasu spędzonego w niewoli. Pierwsza grupa przeżyła od sześciu do ośmiu lat jako jeńcy wojenni. Ostatnich jeńców przekazano w ręce aliantów 29 marca 1973 roku, zwiększając łączną liczbę uwolnionych Amerykanów do 591.
Spośród jeńców repatriowanych do Stanów Zjednoczonych 325 służyło w Siłach Powietrznych, z których większość stanowili piloci bombowców zestrzelonych nad terytorium Wietnamu Północnego lub Wietnamu Południowego kontrolowanym przez Vietcong. Pozostałych 266 składało się ze 138 żołnierzy Marynarki Wojennej Stanów Zjednoczonych, 77 żołnierzy Armii Stanów Zjednoczonych, 26 żołnierzy piechoty morskiej Stanów Zjednoczonych i 25 pracowników cywilnych amerykańskich agencji rządowych. Większość więźniów przetrzymywano w obozach w Wietnamie Północnym, jednak niektórzy jeńcy wojenni byli przetrzymywani w innych miejscach w całej Azji Południowo-Wschodniej. 69 jeńców wojennych było przetrzymywanych w Wietnamie Południowym przez Vietcong, ci ostatecznie opuścili kraj na pokładach samolotów startujących z Loc Ninh; dziewięciu jeńców wojennych zostało zwolnionych z Laosu, a także trzech z Chin. Wśród powracających więźniów znaleźli się przyszli politycy: senator John McCain z Arizony, kandydat na wiceprezydenta James Stockdale i deputowany Sam Johnson z Teksasu.
John L. Borling, były jeniec wojenny, który powrócił do domu podczas operacji Homecoming, stwierdził, że gdy jeńcy wojenni zostali przewiezieni do bazy lotniczej Clark, hospitalizowani i przesłuchani, wielu lekarzy i psychologów było zdumionych odpornością większości z nich. Niektórzy z repatriowanych żołnierzy, w tym Borling i John McCain, nie przeszli na emeryturę wojskową, ale zamiast tego postanowili kontynuować służbę w siłach zbrojnych.

## The Kissinger Twenty

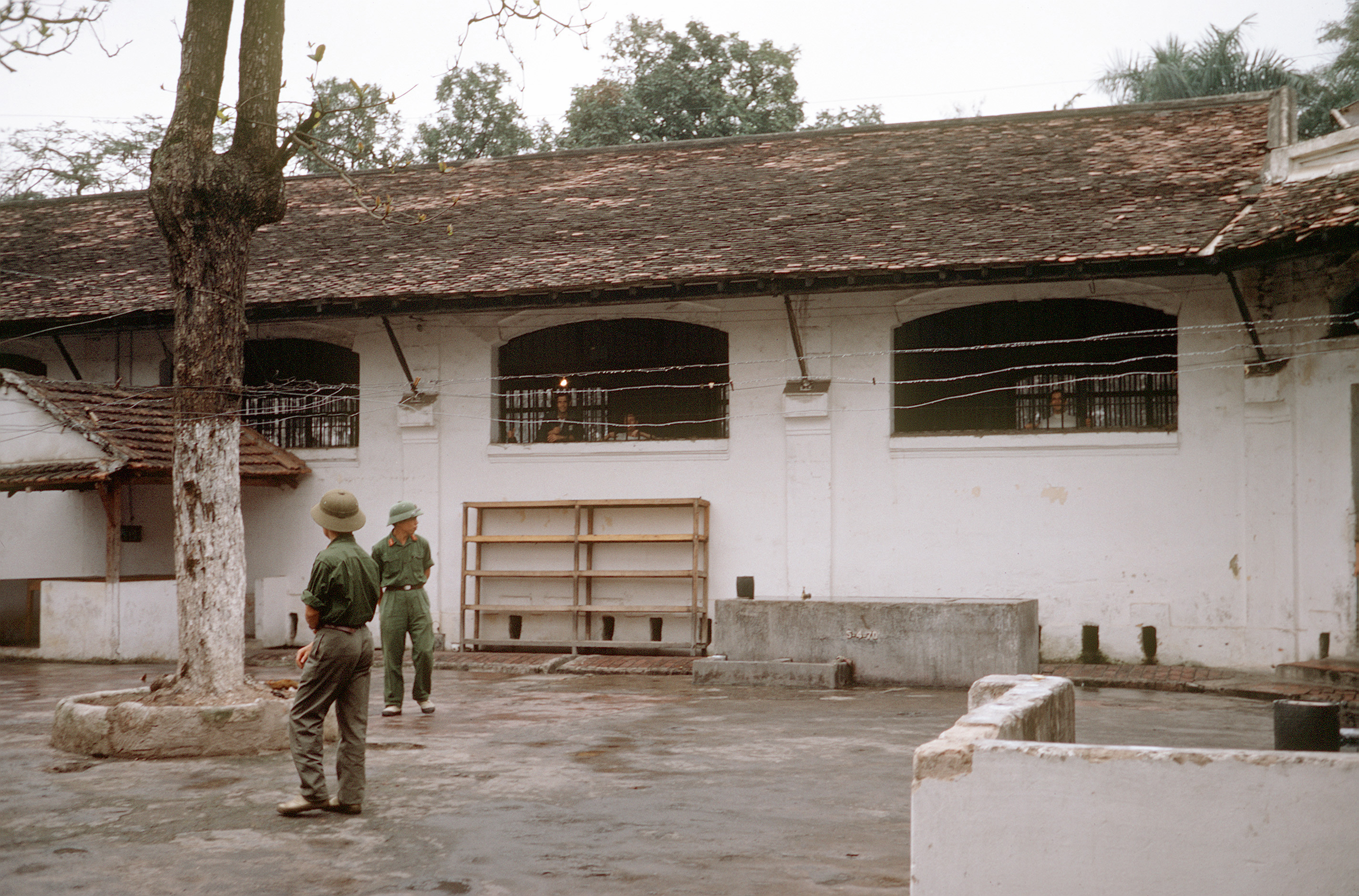
Więzienie Hỏa Lò, powszechnie nazywane przez amerykańskich jeńców wojennych „Hanoi Hilton”, 1973

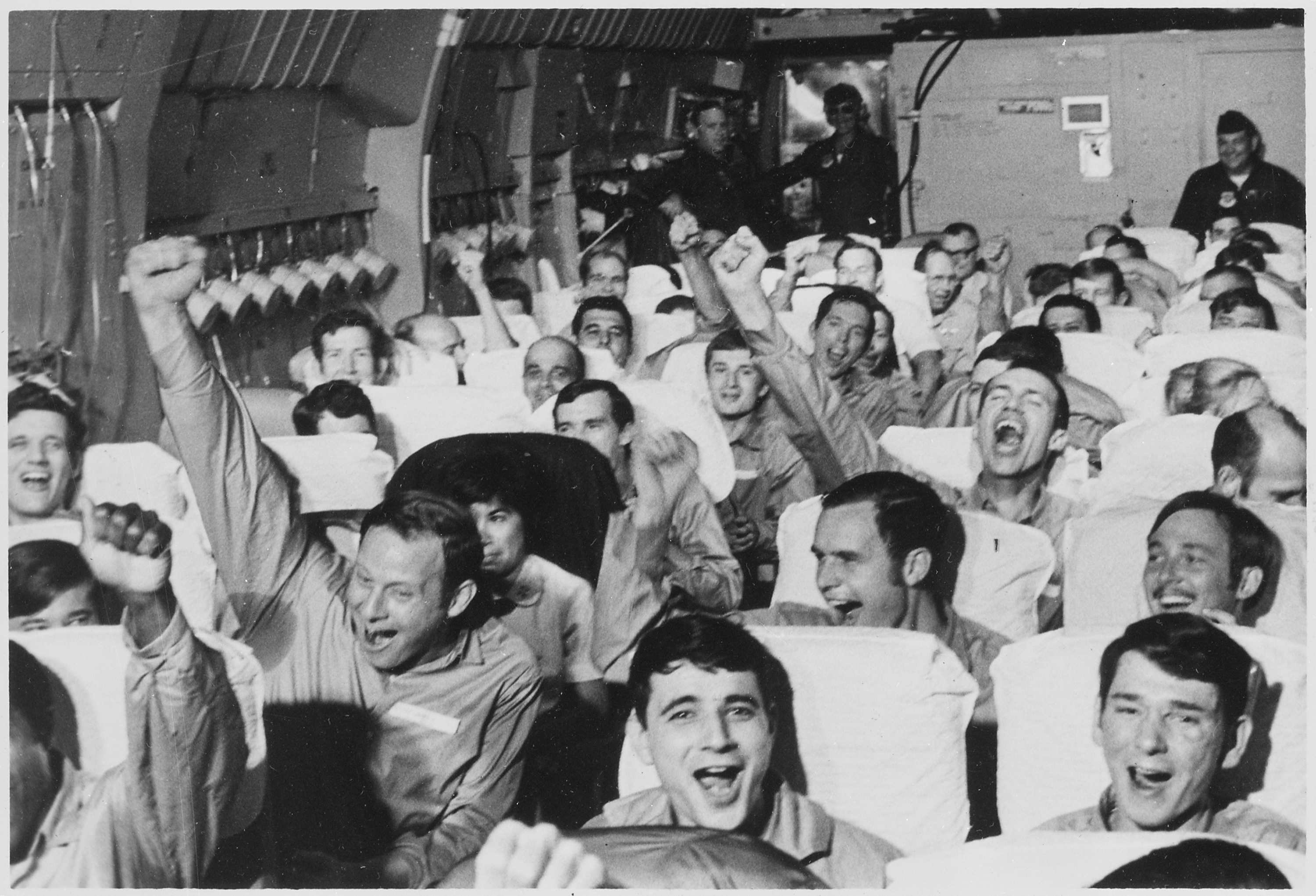
Byli amerykańscy jeńcy wojenni opuszczający Hanoi 28 marca 1973

Kultura jeńców wojennych przetrzymywanych w niesławnym więzieniu „Hanoi Hilton” w pełni uwidacznia się w historii, która stała się znana jako The Kissinger Twenty. Jedna z zasad niepisanego kodeksu ustalonego między przetrzymywanymi w „Hanoi Hilton” stanowiła, że jeńcy wojenni, o ile nie zostali poważnie ranni, nie zaakceptują ich wcześniejszego zwolnienia. Zasada ta zakładała, że więźniowie wrócą do domu w kolejności, w jakiej zostali zestrzeleni i schwytani. Jeńcy wojenni przetrzymywani w „Hanoi Hilton” mieli odmówić wcześniejszego zwolnienia, ponieważ komunistyczny rząd Wietnamu Północnego mógł wykorzystać tę taktykę jako element propagandy lub jako zachętę do podjęcia współpracy wywiadowczej.
Pierwsza grupa jeńców wojennych, którzy zostali zwolnieni w lutym 1973 roku, składała się głównie z rannych żołnierzy, którzy potrzebowali pomocy medycznej. Po pierwszym zwolnieniu dwudziestu więźniów przeniesiono do innej części więzienia, ale żołnierze wiedzieli, że coś jest nie tak, ponieważ kilku jeńców z dłuższym stażem pozostało w swoich pierwotnych celach. Po rozmowie dwudziestu żołnierzy zgodziło się, że nie powinni zostać następnymi zwolnionymi jeńcami, ponieważ oszacowali, że większość ich zwolnień powinna zająć półtora tygodnia i doszli do wniosku, że ich wcześniejsze zwolnienie prawdopodobnie zostanie wykorzystane w propagandzie północnowietnamskiej. W związku z tym, zgodnie ze swoim kodeksem, żołnierze nie przyjęli zwolnienia, odmawiając wykonywania poleceń lub założenia ubrań. W końcu, piątego dnia protestu pułkownik Norm Gaddis, jedyny starzy oficer pozostawiony w „Hanoi Hilton”, poszedł do celi niższych stopniem żołnierzy i wydał im rozkaz, że mają współpracować. Żołnierze wykonywali więc polecenia strażników, ale z zastrzeżeniem, że nie wolno im robić zdjęć.
Okazało się, że gdy Henry Kissinger udał się do Hanoi po pierwszej turze zwolnień, Wietnamczycy z Północy dali mu listę kolejnych 112 żołnierzy, którzy mieli zostać odesłani do domu. Poprosili Kissingera o wybranie dwudziestu kolejnych do wcześniejszego zwolnienia jako znak dobrej woli. Nieświadomy zasad uzgodnionych przez jeńców wojennych, Kissinger zignorował daty ich zestrzelenia i zakreślił dwadzieścia nazwisk losowo.

## Następstwa

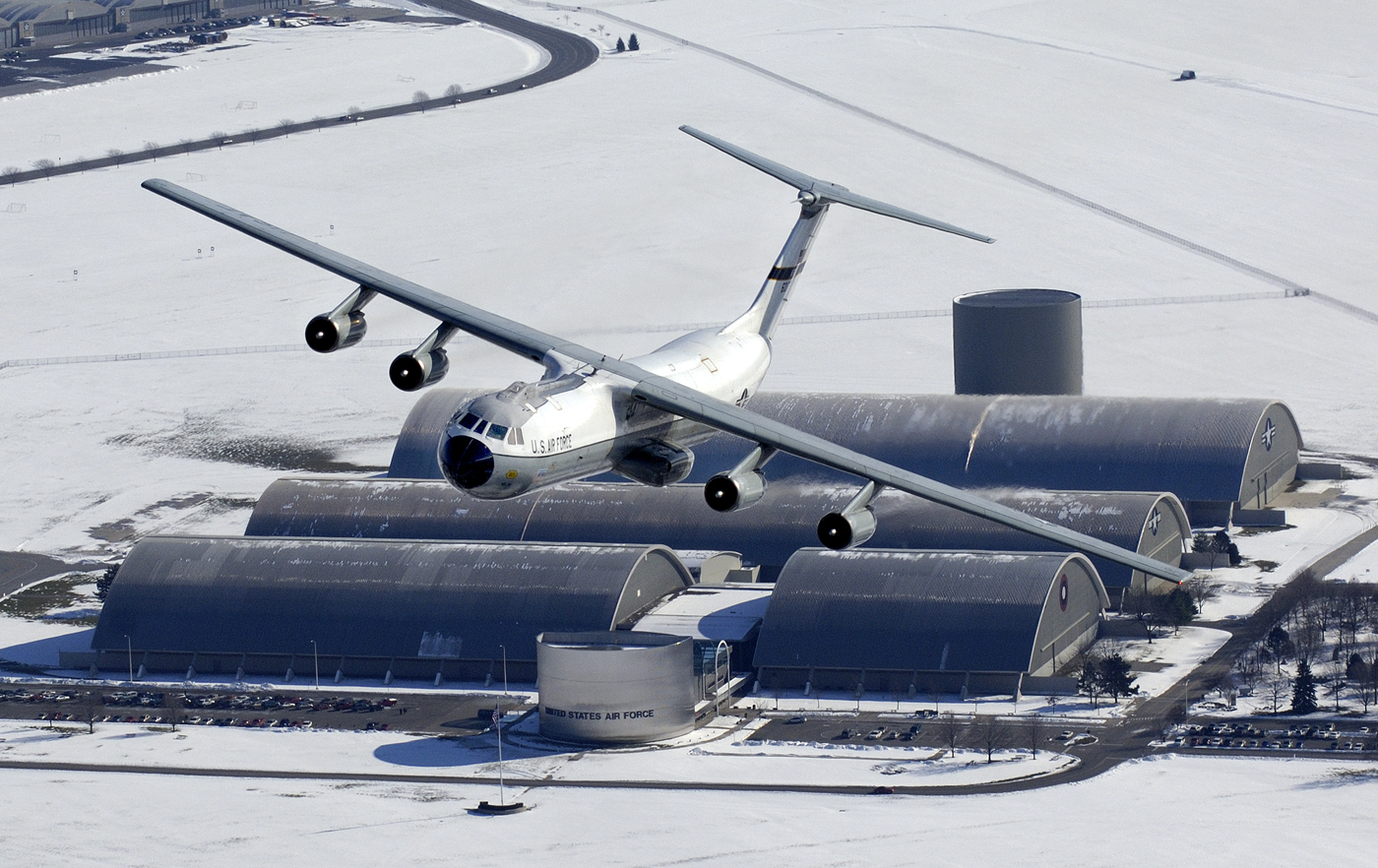
„Hanoi Taxi”, używana w operacji Homecoming, przelatująca nad Narodowym Muzeum Sił Powietrznych Stanów Zjednoczonych w grudniu 2005

Operacja Homecoming tylko w niewielkim stopniu odpowiedziała na potrzebę amerykańskiej opinii publicznej, aby zamknąć kwestię wojny w Wietnamie. Po operacji Stany Zjednoczone odebrały jeszcze około 1350 Amerykanów przetrzymywanych jako jeńcy wojenni i domagali się powrotu około 1200 Amerykanów zarejestrowanych jako zabici w akcji lub zaginieni. Ten zaginiony personel stał się przedmiotem drażliwej kwestii jeńców wojennych izaginionych w akcji w wojnie wietnamskiej na kolejne lata i dekady. Na dzień 26 lipca 2019 roku Agencja ds. jeńców wojennych/zaginionych w akcji Departamentu Obrony wymieniła 1587 Amerykanów jako zaginionych w wojnie wietnamskiej, z czego 1009 sklasyfikowano jako osoby będące w trakcie dalszych poszukiwań, sprawy 90 z nich odroczono, a 488 uznano za niemożliwych do odnalezienia.

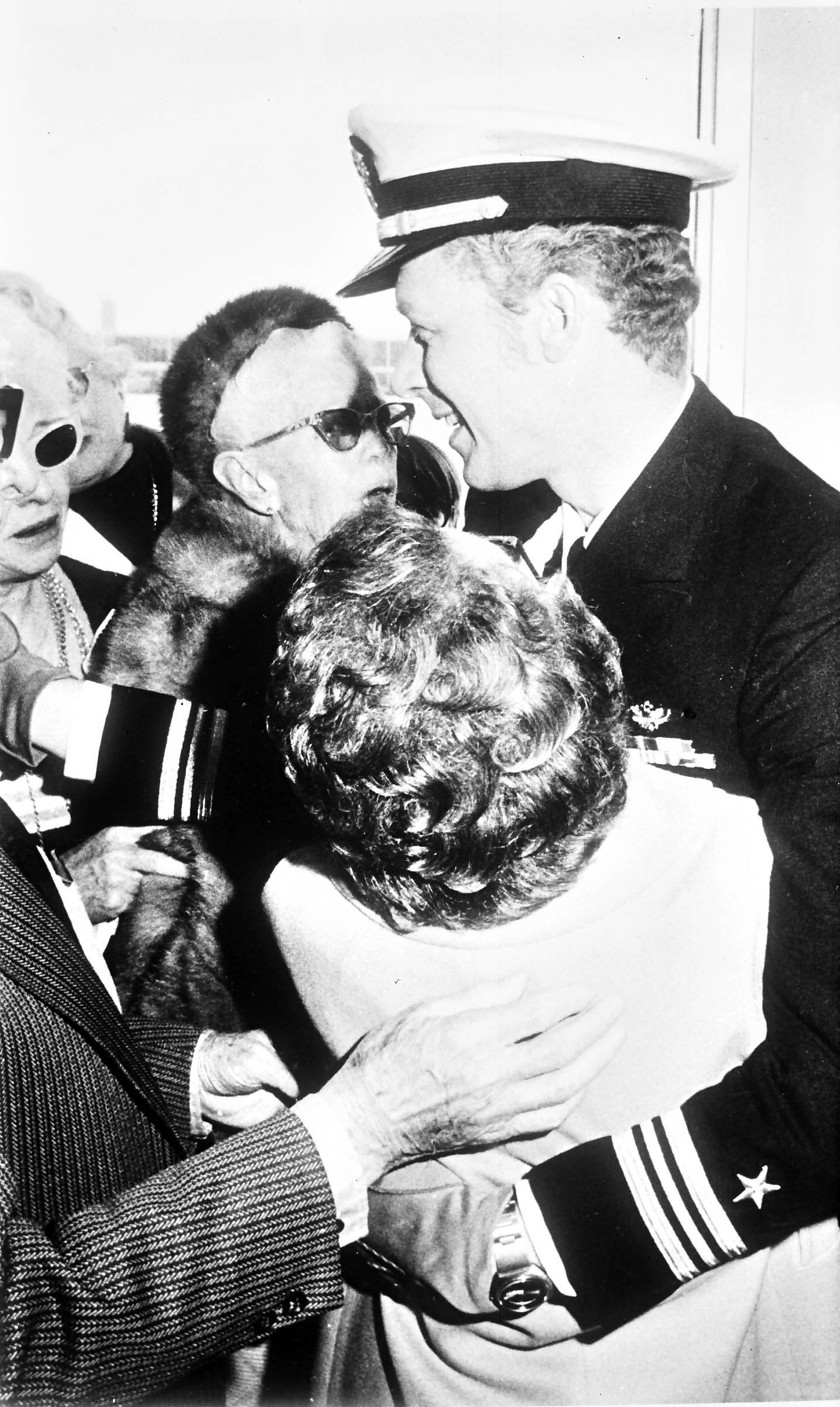
Pilot marynarki wojennej Phil Butler witany w domu przez rodzinę po 7 latach i 10 miesiącach spędzonych jako jeniec wojenny w Wietnamie Północnym

Ponadto powrót prawie 600 jeńców wojennych jeszcze bardziej spolaryzował strony amerykańskiej opinii publicznej i mediów. Wielu Amerykanów postrzegało niedawno uwolnionych jeńców wojennych jako bohaterów narodowych powracających do domu, co przypominało czasy bezpośrednio po zakończeniu II wojny światowej. Media były żywo zainteresowane żołnierzami powracającymi w ramach operacji Homecoming i zasypywały ich pytaniami dotyczącymi życia w obozach jenieckich. Poruszane tematy obejmowały szeroki zakres pytań o sadystycznych strażników, tajne kody komunikacyjne wśród więźniów, świadectwa wiary, a także ich prywatne opinie na temat celebrytów i kontrowersyjnych postaci amerykańskiego życia publicznego.
Armia, Marynarka Wojenna, Siły Powietrzne, Marines i Departament Stanu USA miały swoich oficerów łącznikowych, którzy przygotowywali powrót amerykańskich jeńców wojennych na długo przed ich faktycznym powrotem. Oficerowie ci pracowali za kulisami, podróżując po Stanach Zjednoczonych i zapewniając dobre przyjęcie powracających. Byli oni również odpowiedzialni za przesłuchiwanie jeńców wojennych w celu ustalenia istotnych informacji wywiadowczych na temat zaginionych w akcji i ewentualnego potwierdzenia popełnionych na nich zbrodni wojennych. Każdemu jeńcowi przydzielono również własnych ochroniarzy, którzy mieli działać jako bufor między „przeszłą traumą a przyszłym szokiem”. Dostęp do byłych jeńców był starannie kontrolowany, a większość wywiadów i oświadczeń złożonych przez żołnierzy była zadziwiająco podobna, co skłoniło wielu dziennikarzy do przekonania, że amerykański rząd i wojsko wcześniej odpowiednio ich przeszkoliły. Radziecka gazeta „Izwiestija” oskarżyła Pentagon o pranie mózgu byłym jeńcom, aby wykorzystać ich słowa jako propagandę, podczas gdy niektórzy Amerykanie twierdzili, że jeńcy współpracowali z komunistami lub nie zrobili wystarczająco dużo, aby oprzeć się naciskom i nie ujawnić ważnych informacji pod torturami. Byłych jeńców powoli przywracano do służby, wypłacano im zaległe żołdy i pomagano nadrobić zaległości w wydarzeniach społecznych i kulturalnych, które stały się już historią. Wielu z powracających jeńców miało trudności w ponownym zintegrowaniu się z rodzinami i nową amerykańską kulturą, ponieważ byli przetrzymywani w niewoli przez okres do prawie nawet dziesięciu lat. Żołnierze przegapili ważne wydarzenia polityczne i społeczne, takie jak zabójstwo Martina Luthera Kinga i Roberta F. Kennedy’ego, rewolucja 1968 roku, demonstracje polityczne i protesty antywojenne, lądowanie Neila Armstronga i Buzza Aldrina na Księżycu czy uwolnienie Ojca Chrzestnego.

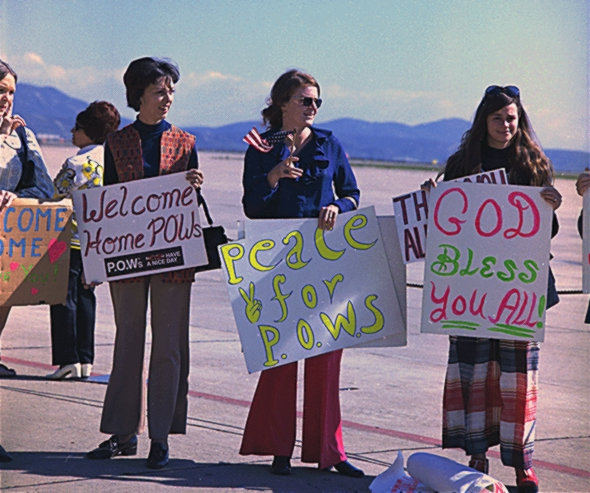
Amerykańskie dziewczyny witają powracających jeńców, 1973

Powrót jeńców wojennych był często jedynie epilogiem po większości innych wojen w historii USA, jednak ci powracający w ramach operacji Homecoming zapewnili krajowi wydarzenie pełne emocji i powód do świętowania. Operacja Homecoming początkowo wywołała falę patriotyzmu, której nie widziano w żadnym momencie wojny w Wietnamie. Jeńcy wojenni zostali ciepło przyjęci, tak jakby wiele osób chciało odpokutować zbiorową amerykańską winę za zignorowanie lub oprotestowanie większości żołnierzy, którzy służyli w konflikcie wietnamskim i już wrócili do domów. Radość wywołana repatriacją 591 Amerykanów nie trwała jednak długo z powodu innych ważnych wydarzeń. W maju 1973 roku afera Watergate zdominowała pierwsze strony amerykańskich gazet, powodując, że zainteresowanie opinii publicznej historiami związanymi z wygaszaną wojną w Wietnamie osłabło. W związku z tym Richard Nixon i jego administracja zaczęli skupiać się na ratowaniu jego prezydentury.
Wielu martwiło się, że operacja Homecoming ukryje fakt, że ludzie nadal walczą i giną na polach bitew Wietnamu oraz sprawi, że opinia publiczna zapomni o ponad 50 000 amerykańskich istnień, które pochłonęła wojna wietnamska. Weterani wojny mieli podobne przemyślenia dotyczące operacji Homecoming, a wielu z nich stwierdziło, że zawieszenie broni i powrót jeńców nie przyniosły zakończenia wojny ani rozwiązania jej problemów.

## Pamięć

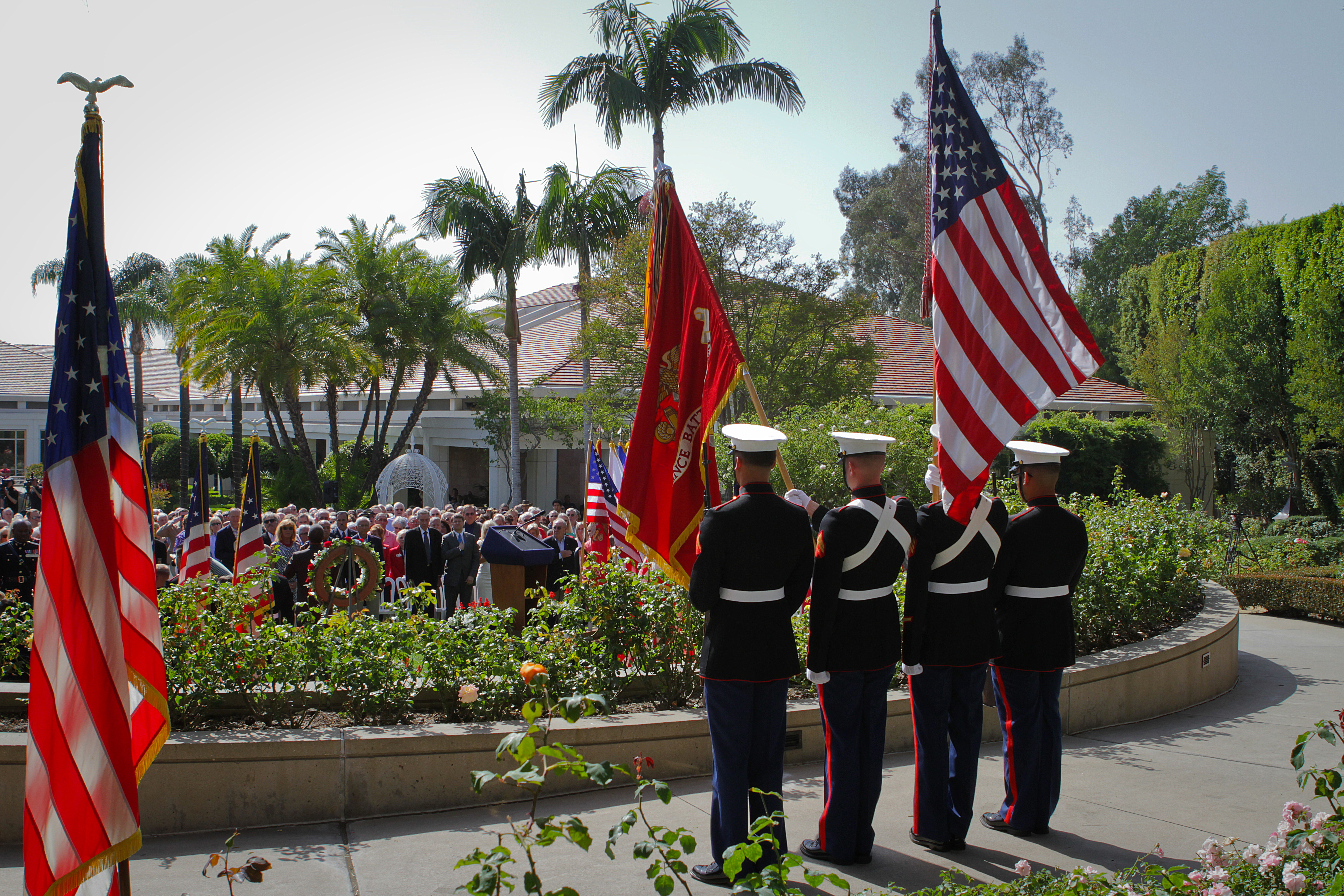
1 Dywizja Piechoty Morskiej świętuje 40. rocznicę operacji Homecoming, 2013

Samolot używany do transportu pierwszej grupy jeńców wojennych, C-141 powszechnie znany jako „Hanoi Taxi” (numer taktyczny 66-0177), był kilkakrotnie modyfikowany od 12 lutego 1973 roku, włącznie z jego konwersją (wydłużeniem kadłuba) z wersji C-141A na C-141B. Mimo to samolot był długo utrzymywany w służbie jako latający hołd dla jeńców wojennych i zaginionych w akcji w Wietnamie, a obecnie znajduje się w Narodowym Muzeum Sił Powietrznych Stanów Zjednoczonych. „Hanoi Taxi” oficjalnie wycofano z eksploatacji w bazie lotniczej Wright Patterson 6 maja 2006 roku, zaledwie rok po tym, jak użyto go do ewakuacji ludności z terenów zniszczonych przez huragan Katrina.
Operacja Homecoming została w dużej mierze zapomniana przez amerykańską opinię publiczną, jednak w jej 40. rocznicę odbyły się uroczystości upamiętniające akcję w bazach wojskowych Stanów Zjednoczonych i innych miejscach w Azji oraz Stanach Zjednoczonych.
Powrót amerykańskich jeńców wojennych z Wietnamu w ramach operacji Homecoming (znany również jako „Egress Recap”) był tematem powieści Davida O. Stricklanda pt. The First Man Off The Plane (Penny-a-Page Press, 2012).